# Okileucauge tibet
Okileucauge tibet là một loài nhện trong họ Tetragnathidae.
Loài này thuộc chi Okileucauge. Okileucauge tibet được miêu tả năm 2003 bởi Zhu, Song & Zhang.